# Contea di Xiangshui
La contea di Xiangshui (响水县S, Xiǎngshuǐ XiànP) è una contea della Cina, situata nella provincia di Jiangsu e amministrata dalla prefettura di Yancheng.